# Stazione di Poissy
La stazione di Poissy è la stazione ferroviaria della città di Poissy, ad ovest di Parigi. È una fermata di una delle cinque linee della RER (Réseau express régional). La stazione è servita anche dalla SNCF (Société Nationale des Chemins de fer Français), la ferrovia nazionale francese attraverso il Transilien J. La stazione è provvista di distributori automatici di biglietti sia per la RER che per treni SNCF, nonché di biglietteria per le linee RER e un piccolo negozio.
Linee che servono questa stazione sono:
- Linea A della RER
- SNCF Gare Saint-Lazare - Gaillon Aubevoye
- SNCF Gare Saint-Lazare - Les Mureaux
- SNCF Gare Saint-Lazare - Mantes la Jolie
- SNCF Gare Saint-Lazare - Vernon (Eure)
- SNCF Poissy - Mantes la Jolie